# Stratton (Cornovaglia)
Stratton è un piccolo paese situato vicino alla località costiera di Bude, nella Cornovaglia settentrionale, nel Regno Unito. È anche il nome di una delle antiche contee amministrative della Cornovaglia. Un'importante battaglia della Guerra civile inglese ebbe luogo qui il 16 maggio 1643.